# Graham Leggat
Graham Leggat (Aberdeen, 1934. június 20. – Toronto, 2015. augusztus 29.) skót válogatott labdarúgó. 

## Pályafutása

### Klubcsapatban
1953 és 1958 között az Aberdeen csapatában játszott, melynek színeiben 1955-ben skót bajnoki címet szerzett, 1956-ban pedig megnyerte a ligakupát.1958 és 1966 között a Fulham játékosa volt. Az 1966–67-es idényben a Birmingham City együttesében szerepelt. 1968-ban a Rotherham United, 1970-ben a Bromsgrove Rovers csapatát erősítette. 1971-ben Kanadába költözött és a Toronto Metros játékosedzője volt. 

### A válogatottban
1956 és 1960 között 18 alkalommal szerepelt a skót válogatottban és 8 gólt szerzett. Részt vett az 1958-as világbajnokságon, ahol a Paraguay és a Jugoszlávia elleni csoportmérkőzésen kezdőként lépett pályára. Franciaország ellen nem kapott lehetőséget.

## Sikerei, díjai
Aberdeen FC
- Skót bajnok (1): 1954–55
- Skót ligakupa-győztes (1): 1955–56

Skócia
- Brit házibajnokság győztes (2): 1956, 1960